# Convention internationale sur la responsabilité civile pour les dommages dus à la pollution par les hydrocarbures
Ne doit pas être confondu avec Convention internationale sur la responsabilité civile pour les dommages dus à la pollution par les hydrocarbures de soute.
La Convention internationale sur la responsabilité civile pour les dommages dus à la pollution par les hydrocarbures,  souvent appelée Convention CLC, est un traité maritime international administré par l'Organisation maritime internationale qui a été adopté en 1969, puis remplacé par un protocole en 1992, pour garantir qu'une indemnisation adéquate soit disponible lorsque des dommages dus à la pollution par les hydrocarbures ont été causés par des accidents maritimes impliquant des pétroliers et autres navires-citernes transportent des hydrocarbures comme cargaison.

## Statut
La Convention a été conclue à Bruxelles, le 29 novembre 1969, et demeurée ouverte à la signature jusqu'au 31 décembre 1970. Elle est entrée en vigueur le 19 juin 1975.
Un Protocole fait à Londres le 19 novembre 1976, entrée en vigueur en 8 avril 1981, a remplacé le Franc Poincaré par les Droits de tirage spéciaux (DTS) du Fonds monétaire international comme monnaie de paiement des réparations. Un autre Protocole de 1984, entrée en vigueur 1992, rehaussait les plafonds d'indemnisation.
Le 27 novembre 1992, a été adopté à Londres un Protocole qui a refondu le régime de responsabilité. Il est entré en vigueur le 30 mai 1996 et a remplacé la Convention de 1969. En effet, le Protocole de 1992 contient une clause de dénonciation obligatoire de la Convention de 1969, obligeant les États parties au Protocole à se retirer de la Convention. Cependant, certains États parties à la Convention n'ont pas encore ratifié le Protocole, la Convention demeure donc toujours en vigueur à leur égard.
Au 18 février 2025, le Protocole de 1992, qui comptait 10 signataires, a été ratifié par 146 États, tandis que la Convention de 1969, signée par 28 États, demeure en vigueur pour 32 États qui n'ont pas encore ratifié le Protocole.
Ce Protocole de 1992 a lui-même fait l'objets d'amendements adoptés le 18 octobre 2002, et entrés en vigueur le 1er novembre 2003.
En 1992 a été créé par un autre traité international un fond Fonds international d’indemnisation pour les dommages dus à la pollution par hydrocarbures (FIPOL), jusqu'à 200 millions de DTS. Un Protocole a été conclu en 2003 pour créer un Fonds international complémentaire pour les indemnisations comprise entre 200 et 750 millions de DTS.

## Contenu

### Champ d'application
La Convention s'applique à tous les navires de mer transportant effectivement des hydrocarbures en vrac, y compris aux navires appartenant aux États lorsqu'ils sont utilisés à des fins industrielles ou commerciales. Elle ne concerne donc pas les navires des guerre en activité des États.
Les dommages doivent avoir été causés par les hydrocarbures persistants transportés par les navires (et non par les pipelines) sur le territoire des États parties, y compris leurs eaux territoriales. Le Protocole de 1992 a étendu le champ d'application territoriale à la zone économique exclusive. L'indemnisation peut concerner la pollution causée par les hydrocarbures dans la mesure des coût des mesures raisonnables de remise en état de la zone polluée.
La Convention ne s'applique pas aux déversements d'hydrocarbures de soute – les hydrocarbures utilisés comme combustible pour propulser le navire – qui relèvent du régime de la Convention internationale sur la responsabilité civile pour les dommages dus à la pollution par les hydrocarbures de soute. Sous l'empire du Protocole de 1992 toutefois, le régime de responsabilité est étendu aux déversements des hydrocarbures de soute pour les seuls navires transportant également des hydrocarbures en vrac, ces derniers étant soumis à la Convention.

### Mécanisme de responsabilité
La convention fait peser une responsabilité objective sur les propriétaires de navires. Cette responsabilité de plein droit doit être actionnée dans un délai de trois années à compter de la survenance du dommage.
Dans les cas où le propriétaire est jugé coupable d’une faute dans un cas de pollution par les hydrocarbures, la convention ne limite pas sa responsabilité.
Lorsque le propriétaire n'est pas en faute, la convention plafonne l'indemnisation : pour les navires de 5 000 de jauge brute, à 3 millions de droits de tirage spéciaux (DTS) ; pour les navires avec une jauge brute comprise en 5 000 et 140 000, à 3 millions de DST plus 420 DST pour chaque unité de jauge supplémentaire ; pour les navires de plus de 140 000 de jauge brute, 59,7 millions de DTS.

#### Exonération
Le propriétaire peut s'exonérer de sa responsabilité lorsque le dommage résulte d'un acte de guerre, d'un phénomène naturellement revêtant les caractéristiques de la force majeure, en intégralité d'un comportement d'un tiers avec l'intention de causer un dommage, ou en intégralité du comportement d'une autre autorité chargé de l'entretien des feux et de l'aide à la navigation. Il peut également s'exonérer, partiellement ou totalement, en cas de faute de la victime du dommage qui a commis une négligence ou délibérément agit ou omis d'agir dans l'intention de causer un dommage.

#### Amendements de 2000
Les amendements au Protocole de 1992 ont été adoptés le 18 octobre 2000 et sont entrés en vigueur le 1er novembre 2003.
Les amendements ont augmenté les plafonds d'indemnisation de 50 % par rapport aux limites fixées dans le Protocole de 1992, comme suit:
- pour un navire ne dépassant pas 5 000 de jauge brute : l'indemnisation est limitée 4,51 millions de DTS ;
- pour un navire de 5 000 à 140 000 tonneaux de jauge brute : l'indemnisation est limitée à 4,51 millions de DTS plus 631 DTS pour chaque unité de jauge brute supplémentaire au-delà de 5 000 ;
- pour un navire de plus de 140 000 tonneaux de jauge brute : l'indemnisation est limitée à 89,77 millions de DTS.

La Convention SNPD relative à l’indemnisation des dommages résultant du déversement de marchandises dangereuses repose sur le même cadre juridique.

### Assurance
Si un navire transporte plus de 2 000 tonnes d'hydrocarbures en cargaison, la CLC exige que les propriétaires maintiennent une « assurance ou autre garantie financière » suffisante pour couvrir la responsabilité maximale en cas de déversement d'hydrocarbures.

## Territoire couvert
En septembre 2016, 136 États, représentant 97,5 % de la flotte mondiale, étaient parties contractantes au Protocole de la CLC de 1992, qui modifie la Convention CLC originale. La Bolivie, la Corée du Nord, le Honduras et le Liban, qui sont généralement des États de pavillon de complaisance, n’ont pas ratifié le traité.
Les États-Unis d’Amérique ne sont pas signataires de la Convention des Nations Unies sur le droit de la mer de 1982, malgré leur implication considérable dans sa formulation. Cela est dû à une législation nationale importante telle que la loi sur la pollution par les hydrocarbures de 1990, de sorte que la signature du CLC a été jugée inutile.
En 2021, 156 sinistres ont fait l'objet d'une mise en œuvre de l'un ou l'autre régime, pour des réparations s'élevant au total à environ 1 millards de dollars américains.

## Voir également